# Martiri di Lione
I santi martiri di Lione furono un gruppo di 48 cristiani uccisi nel 177 a Lugdunum (l'odierna Lione), durante il regno dell'imperatore romano Marco Aurelio. Un resoconto del martirio fu redatto dai cristiani di Lugdunum e Vienne, sotto forma di lettera indirizzata alle chiese d'Asia e di Frigia; di questa lettera resta solo la testimonianza indiretta di alcuni estratti citati da Eusebio di Cesarea nel quinto libro della sua Storia ecclesiastica, che costituiscono l'unico racconto sopravvissuto del martirio. La memoria liturgica di questo gruppo di martiri cristiani, tra i quali furono anche san Potino e santa Blandina, è il 2 giugno.

## Resoconto del martirio
Il racconto di Eusebio inizia con la descrizione della situazione dei cristiani a Lione all'inizio della persecuzione sotto Marco Aurelio, probabilmente prima del giugno del 177: mentre era assente il governatore della provincia Lugdunense (del quale non si fa il nome), molti cristiani furono attaccati, molestati e condotti dalla folla presso i magistrati della città, davanti ai quali confessarono la loro fede e per questo furono imprigionati in attesa del ritorno del governatore. Rientrato in città, il governatore fece cercare in città ed arrestare i cristiani, accusati di crimini quali l'amore incestuoso ed i banchetti a base di carni umane, nonostante il rescritto di Traiano, confermato dai suoi successori (v. rescritto di Adriano a Gaio Minucio Fundano), che vietava di cercare i cristiani: tra questi vi erano anche Potino, primo vescovo di Lione, e Santo, diacono di Vienne.
Nonostante le torture subite, che causarono direttamente la morte di alcuni degli arrestati, tra cui il novantenne Potino, nessun cristiano si dichiarò colpevole dei crimini loro imputati, ma la maggior parte confessò la propria fede. Coloro che la rinnegarono furono comunque tenuti in carcere accusati di crimini comuni e omicidio; molti di essi, però, dopo una prima abiura si pentirono e confessarono anch'essi la propria fede.
I cittadini romani confessori furono decapitati, mentre coloro che non avevano la cittadinanza furono gettati alle belve durante uno spettacolo appositamente organizzato: tra questi vengono ricordati in particolare Maturo, Santo, Blandina e Attalo, che pure era cittadino romano. Si contano 22 decapitazioni, 6 suppliziati nell'arena e 18 morti in prigione. I cadaveri dei martiri furono dati in pasto ai cani; i resti, dopo essere stati esposti per sei giorni agli insulti del popolo, furono bruciati e le ceneri gettate nel Rodano. Secondo Gregorio di Tours, queste ceneri sarebbero poi state ritrovate a seguito dell'apparizione di alcuni martiri e una chiesa fu costruita in onore del ritrovamento.

## Identità dei martiri
Eusebio non fornisce i nomi di tutti i martiri di Lione, poiché sostiene di averli elencati in una lista a parte, la Raccolta dei martiri, che però è andata perduta. È però possibile ricostruire l'elenco, pur con alcuni dubbi, incrociando i dieci nomi ricordati da Eusebio con le liste del Martyrologium Hieronymianum, della In gloria martyrium di Gregorio di Tours e di altre liste antiche di martiri, che generalmente indicano in 48 il numero dei martiri di Lione.
Tra le persone menzionate da Eusebio, parecchie sono greche, come Attalo, nativo di Pergamo, e Alessandro, un medico frigio: ciò può essere dovuto sia ad una forte maggioranza della componente greca tra i primi cristiani di Lione, sia al fatto che l'autore della lettera volesse evidenziare la componente greca ai destinatari asiatici della missiva. In base ai trattamenti ricevuti, molti martiri erano probabilmente di estrazione umile, probabilmente schiavi, come Blandina; tuttavia, non mancano figure più importanti, come Attalo o Vettio Epagato, cittadino romano, che venne imprigionato per il tentativo di difendere i cristiani, ma che secondo Eusebio era ancora vivo all'epoca della stesura del resoconto.
Il luogo del martirio non è noto con certezza, né la data: si conosce l'anno, il 177, ma non il giorno dell'esecuzione; probabilmente il martirio avvenne in più giorni, ad una certa distanza l'uno dall'altro.

## Attendibilità del resoconto
Vari studiosi si sono interrogati sulla veridicità e storicità del resoconto del martirio di Lione, il cui autore fu forse Ireneo. Sebbene alcuni ritengano che il racconto tramandato da Eusebio non sia degno di fede, la maggioranza degli studiosi ritiene il resoconto sostanzialmente attendibile. Sorprende che nel V secolo né Sidonio Apollinare, vescovo originario di Lione, né Victricio di Rouen facciano riferimento ai martiri del 177 nelle loro liste di martiri.
Alcuni episodi del martirio sono ritenuti esagerati o quantomeno sospetti, come il prodigio per cui il corpo di Santo, dopo aver subito gravi torture, fu successivamente sottoposto a nuovi tormenti, che però ebbero l'effetto di guarire le prime ferite; oppure le risposte date ai magistrati da parte dei martiri, che ricordano quelle di personaggi della letteratura pagana; singoli episodi come questi, però, si ritiene che non privino di veridicità il resto del resoconto.

## Monumenti dedicati ai martiri di Lione
Questo episodio è considerato come fondatore del cristianesimo in Gallia. Il più antico monumento dedicato ai martiri a Lione è la basilica di Saint-Martin d'Ainay, una chiesa romanica dell'inizio del XII secolo, che ha una cappella dedicata a santa Blandina, costruita su una cripta più antica. Questa cappella, divenuta sacristia, è stata restaurata nel  1844.
Durante il XVII secolo, si credette aver identificato la prigione di Potino sotto l'antico ospedale de l'Antiquaille. Malgrado l'errore nell'identificazione, nel 1893 fu creata una cripta nelle vicinanze che fu decorata con mosaici ricordanti i martiri del 177.
Nella città vi sono altre chiese dedicate ai martiri e ai santi cittadini e nell'anfiteatro delle Tre Gallie è stato innalzato un palo per evocare il martirio di Blandina.